# Paul Allender
Paul Allender (Colchester, Inglaterra, 17 de Novembro de 1970) é um guitarrista principal mais conhecido por seu trabalho com a banda britânica de metal extremo Cradle of Filth. Ele foi um membro de longa data, com passagens pela banda de 1992-1995 e novamente de 1999-2014.
Entrou na banda em 1992 e saiu em 1996, para se juntar as The Blood Divine e Primary Slave, e poder passar mais tempo com seu filho. Retornou à banda em 2000 após ser contactado por Dani Filth que pediu que retornasse. Saiu do Cradle Of Filth em 2014.
Paul Allenter virou um dos maiores guitarristas da historia do Black metal melódico, tornou-se conhecido por suas habilidades na guitarra e compositor de riffs. 

## Cradle of Filth
Ele se juntou à banda como guitarrista no final de 1991, e permaneceu até o final de 1994, quando deixou o Cradle of Filth para se juntar ao The Blood Divine. Em 1998, Paul Allender começou outra banda chamada Primary Slave. Em 2000, pouco antes de Primary Slave assinar um contrato de gravação, ele voltou ao Cradle of Filth no álbum da banda, Midian, após receber uma ligação de Dani Filth, junto com o baterista Adrian Erlandsson e o tecladista Martin Powell.
Em abril de 2014, Paul Allender mais uma vez deixou o Cradle of Filth.

## Estilo
Paul Allender é reconhecido por sua técnica exclusiva para a mão direita e atualmente é endossado pela amplificação PRS Guitars, RotoSound e Blackstar .
"Para falar a verdade ... eu não improviso. Sempre toquei o que realmente vejo na minha cabeça. Portanto, quando toco, não uso escalas específicas ou qualquer coisa em ordem ou isso é musicalmente correto ou qualquer coisa ... Eu sempre me concentrei em misturar riffs orientados para o solo, mas em um sentido rítmico. É assim que sempre fui, porque nunca me interessei em fazer um trabalho de solo ultrarrápido. eu sempre misturei as duas. Apenas me concentrando nas semicolcheias e outras coisas na mão direita, certificando-se de que tudo se encaixe. É a guitarra e é a maneira como nos vestimos no palco, é tudo parte desse grupo, essa união uniformizada ... Só sai dark pra caralho". 